# Эспиноса, Марк Деймон
Марк Деймон Эспиноса (англ. Mark Damon Espinoza; род. 24 июня 1960 года в городе Бомонт, штат Техас, США) — американский актёр.

## Фильмография

### Телесериалы
- 1993 — Беверли-Хиллз, 90210 / Beverly Hills, 90210 — Джесси Васкес
- 1995 — Женаты... с детьми / Married with Children — Карлос
- 1996 — Кэролайн в городе / Caroline in the City — Врач
- 1998 — Троица / Trinity — Рафаэль
- 2002 — Для людей / For the People — Дельгадо
- 2002 — Полиция Нью-Йорка / NYPD Blue — Альберто Винсент Сепеда
- 2002 — Криминальные гонки / Fastlane — Эбер Монтальво
- 2003 — Агентство / The Agency — Полковник Обрегон
- 2003 — Части тела / Nip/Tuck — Рон
- 2003 — Логово льва / The Lyon’s Den — Дэвид Перес
- 2003 — Карен Сиско / Karen Sisco — Эктор Сапата
- 2004 — Военно-юридическая служба / JAG — Чиновник Джо Дейки
- 2004 — Сильное лекарство / Strong Medicine
- 2005 — Морская полиция: Спецотдел / Navy NCIS: Naval Criminal Investigative Service — Шериф Дек Лестер
- 2005 — Числа / Numb3rs — Фрэнк Лопес
- 2007 — Лунный свет / Moonlight — Отец Гарса
- 2008 — Важные персоны / Big Shots — Луис
- 2008 — Ясновидец / Psych — Андрес
- 2008 — Gemini Division — Саль Диас
- 2008 — Молодые и дерзкие / The Young and the Restless — Агент Роберто Агилар
- 2008 — Без следа / Without a Trace — Сержант Агилера
- 2008 — Менталист / The Mentalist — Эд Маквикар
- 2010 — Доктор Хаус / House M.D. — Стэн
- 2010 — Касл / Castle — Профессор Стивенсон
- 2010 — Родители / Parenthood — Мэтт Фортунато
- 2010 — Вне закона / Outlaw — Доктор Берт Джоунас
- 2010 — Дни нашей жизни / Days of Our Lives — Justice of the Peace
- 2011 — Частная практика / Private Practice — Ричард Хаван
- 2012 — Следствие по телу / Body of Proof — Антонио Диас

### Художественные фильмы
- 1993 — Беглец / The Fugitive — Врач-стажёр
- 1999 — Зряшный труд / Boondoggle
- 1999 — Ист-сайд / Eastside — Орасио Лопес
- 2008 — Дни гнева / Days of Wrath — Священник
- 2009 — Джеральд / Gerald — Офицер полиции

### Телевизионные фильмы
- 1995 — Сумеречный ужас / Terror in the Shadows — Детектив Алонсо
- 1996 — Самые смешные свадьбы комедии положений / TV’s All-Time Funniest Sitcom Weddings
- 1996 — Латиноамериканский фестиваль смеха / Latino Laugh Festival — Свой парень